# Barry Larkin
Barry Louis Larkin (28 de abril de 1964) es un excampocorto estadounidense de béisbol profesional que jugó en las Grandes Ligas desde 1986 hasta 2004 con los Cincinnati Reds. Su hijo Shane Larkin es jugador de baloncesto profesional. 
Durante su carrera fue elegido doce veces al Juego de Estrellas, ganó nueve Bates de Plata, tres Guantes de Oro y en 1995 el premio de Jugador Más Valioso de la Liga Nacional.
En 2012 fue elegido al Salón de la Fama, el octavo jugador en ser exaltado exhibiendo el uniforme de los Rojos. Su número de uniforme (11) fue retirado por los Rojos el 25 de agosto de 2012.

## Carrera profesional

### Cincinnati Reds
Al llegar a las Grandes Ligas, Larkin luchó por el puesto de campocorto titular de los Rojos, posición donde se estableció a partir de 1987. En la Serie Mundial de 1990 bateó para promedio de .353, ayudando a los Rojos a coronarse campeones en cuatro juegos ante los Atléticos de Oakland. Entre el 27 y 28 de junio de 1991, se convirtió en el primer campocorto de la historia en conectar cinco jonrones entre dos juegos consecutivos. Esa misma temporada fue elegido a su cuarto Juego de Estrellas consecutivo.
En enero de 1992, los Rojos firmaron a Larkin a un contrato de $25,6 millones por cinco años. En la temporada de 1992 no fue seleccionado al Juego de Estrellas, pero obtuvo su quinto Bate de Plata consecutivo. En 1993 ganó el Premio Roberto Clemente, gracias a su carácter admirable y sus contribuciones caritativas a la comunidad.
En 1995, Larkin fue sexto en promedio (.319) y segundo en bases robadas (51), para llevarse el premio de Jugador Más Valioso de la Liga Nacional, el primer campocorto en ganar desde Maury Wills en 1962. Lideró al equipo de los Rojos al título de la división central y a la Serie de Campeonato de la Liga Nacional, la cual perdieron ante los Bravos de Atlanta, eventuales campeones de la Serie Mundial. En 1996, Larkin conectó 33 jonrones y robó 36 bases, convirtiéndose en el primer campocorto en unirse al club 30-30.
Larkin fue nombrado capitán de los Rojos a partir de la temporada 1997, el primer jugador en recibir tal honor desde la retirada de David Concepción. Esa temporada perdió 55 juegos debido a lesiones en la pantorrilla y el tendón de Aquiles. En 1999 estuvo cerca de ser cambiado a los Dodgers de Los Ángeles, y en julio de 2000 declinó un traspaso a los Mets de Nueva York. Esa misma temporada los Rojos le ofrecieron un contrato por tres años y $27 millones, a pesar de que perdió 59 juegos debido a lesiones en un dedo y una rodilla.
En 2001, Larkin sufrió una lesión en la ingle y se sometió a una operación para remover una hernia, lo que limitó su temporada a solo 45 juegos. En 2002, a pesar de jugar 145 encuentros, registró un bajo promedio de bateo de .245, debido principalmente a batallar con diversas lesiones a lo largo de la temporada. En 2003, estuvo dos veces en la lista de lesionados debido a lesiones en la pantorrilla. Larkin y los Rojos acordaron un contrato de un año para la temporada 2004, en la cual bateó para .289.

## Retiro
Larkin anunció su retiro como jugador profesional en febrero de 2005.
En 2012, Larkin fue elegido al Salón de la Fama con el 86,4% de los votos en su tercer año en las papeletas de votación. En 2010 consiguió el 51,6%, mientras que en 2011 recibió el 62,1%. Fue el octavo jugador de los Rojos y el 24to campocorto en ser exaltado. El 25 de agosto de 2012, su número de uniforme (11) fue retirado por los Rojos en una ceremonia oficial celebrada en el Great American Ball Park.